# Garotas e Samba
Garotas e Samba é um filme brasileiro de 1957 do gênero "Comédia Musical" dirigido por Carlos Manga para a Atlântida Cinematográfica. Roteiro de José Cajado Filho, que parodia o filme "How to Marry a Millionaire". Números musicais com Francisco Carlos, Adelaide Chiozzo, Rui Rey, Ivon Cury, Emilinha e outros. Considerado o último musical da Atlântida, foi o primeiro filme de Sônia Mamede (que substituiu Consuelo Leandro).

## Elenco
O elenco do filme Garotas e Samba:
- Francisco Carlos...Sérgio Carlos
- Sônia Mamede...Zizi[1]
- Adelaide Chiozzo...Didi
- Renata Fronzi...Nana
- Isaurinha Garcia
- Zé Trindade
- Jece Valadão...Belmiro Cheiroso
- Zezé Macedo...Inocência
- Pituca
- Ivon Cury...Charlô
- Berta Loran...Ninon Ervilha
- Cyl Farney...participação

## Sinopse
A pensão da Dona Inocência é agitada com a chegada de três novas inquilinas que vão dividir o mesmo quarto e se tornarem amigas: Zizi, que deixou seu noivo no altar; Didi, que sonha em cantar no rádio; e Naná, que deseja se casar com um milionário. Enquanto Zizi consegue um contrato de vedete na boate do cantor Charlô, Didi é enganada pelo vigarista Belmiro e Naná se relaciona com o ex-noivo de Zizi, que herdou uma grande herança.